# Hognoides
Hognoides es un género de arañas araneomorfas de la familia Lycosidae. Se encuentra en Tanzania y Madagascar.

## Lista de especies
Según The World Spider Catalog 12.0:
- Hognoides ukrewea Roewer, 1960
- Hognoides urbanides (Strand, 1907)